# SKOS
SKOS, Simple Knowledge Organization System («простая система организации знаний») — это разработанная консорциумом W3 модель организации знаний для семантической паутины, призванная облегчить взаимодействие различных информационных систем за счёт стандартизации тезаурусов, систем классификации, таксономий, фолксономий и других видов нормализации лексики.
В отличие от нескольких существовавших стандартов (относящихся, в основном, к библиотечному делу), SKOS основывается на технологиях семантической паутины и предназначен для распределённого использования в сети. Стандарт W3 спроектирован таким образом, чтобы максимально облегчить приведение к нему других систем организации знаний.
С момента выхода второй версии в 2008 году SKOS получил достаточно широкое распространение. В частности, с его помощью построена система АГРОВОК, используемая ФАО. Многие большие тезаурусы были опубликованы в виде SKOS, в том числе предметный указатель Библиотеки Конгресса, а также EUROVOC.

## Семантические отношения
SKOS определяет несколько семантических отношений (semantic relations), которые могут связывать понятия тезауруса, например, skos:broader, skos:narrower и skos:related для более широких, более узких и связанных понятий. Кроме того, SKOS описывает более тонкие нюансы и связи (relationship) между этими отношениями. Например, skos:narrower является более общим отношением skos:narrowerTransitive, которое в свою очередь относится к skos:semanticRelation.
Например, в следующем триплете (из EUROVOC) утверждается, что понятие «sheep» (овца) имеет более широкое — «livestock» (скот):
```
 
<http://eurovoc.europa.eu/2211> skos:broader <http://eurovoc.europa.eu/5962> .
```

то есть, если на английском:
```
 <sheep> skos:broader <livestock>
```

Следует заметить, что предикат skos:broader в SKOS означает, что объект (<livestock>) шире предиката (<sheep>), а не наоборот, как может быть воспринято англоязычными читателями.
Для сопоставления словарей в SKOS имеются семантические отношения для выражения разной степени близости понятий: skos:exactMatch, skos:narrowMatch, skos:broadMatch, skos:closeMatch.